# 索尼娅·莱曼
索尼娅·莱曼（德語：Sonja Lehmann，1979年9月13日—），德国前女子曲棍球运动员。她曾代表德国成年国家队参加2004年夏季奥林匹克运动会曲棍球比赛，获得一枚金牌。